# Шћепан Твардох
Шћепан Лех Твардох (пољ. Szczepan Lech Twardoch, Жерница, 23. децембар 1979) је пољски књижевник родом из Шлезије.

## Биографија
Шћепан Твардох дипломирао је хуманистичке науке (филозофију и социологију) на Универзитету Катовице. Радио је као спољни сарадник више пољских часописа, између осталих као књижевни критичар двомесечника Кристианитас (Christianitas) и колумниста Политике (Polityka). Иако се у свом новинарском раду бавио различитим темама, посебно је запажен као познавалац историје оружја, као и шлеског језика и културе. 
Од 2003. објављује кратке СФ приче и новеле у специјализованим часописима. Први роман објављује 2007. Пажњу привлачи романом Вечни Гринвалд (Wieczny Grunwald, 2010) номинованом за награду Јожеф Манкијевич, а посебно вишеструко награђеним наредним Морфијум (Morfina,2012).
Током свог боравка у Београду као гост Београдског сајма књига 2013. године отворио је изложбу Пољска књижевност у Србији на почетку XXI века у Универзитетској библиотеци Светозар Марковић. Његов роман Морфијум (Дерета, 2016) на српски је превела Јелена Јовић .

## Одабрана библиографија

### Романи
- Sternberg (2007)
- Epifania wikarego Trzaski (2007)
- Przemienienie (2008)
- Zimne wybrzeża (2009)
- Wieczny Grunwald, powieść za końca czasów (2010)
- Morfina (2012)
- Drach (2014)
- Król (2016)
- Królestwo (2018)
- Pokora (2020)
- Chołod (2022)
- Powiedzmy, że Piontek (2024)

### Збирке приповедака
- Obłęd rotmistrza von Egern (2005)
- Prawemwilka (2008)
- Tak jest dobrze (2011)
- Ballada o pewnej panience (2017)

## Награде
За роман Морфијум (Morfina) 2013. добио је награде Нике (Nike) и Паспорт Политики (Paszport Polityki). Најстарију пољску књижевну награду, Награду Кошћелски намењену најперспективнијим писцима млађим од четрдесет година добија 2015. Ову су награду пре њега добили, између осталих Славомир Мрожек, Збигњев Херберт, Адам Загајевски, Ева Липска, Олга Токарчук и многи други истакнути пољски писци.